# 아킬레스건

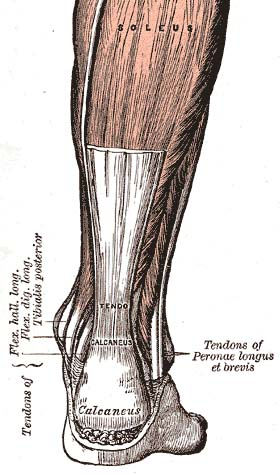
아킬레스건

아킬레스건 (Achilles tendon, calcaneal tendon) 또는 발꿈치힘줄, 종골건(踵骨腱)은 발 뒤꿈치에 있는 힘줄이다. 비유적으로 쓰는 아킬레스건의 경우 대한민국의 국립국어원에서는 치명적 약점이라는 우리말 순화어로 다듬은 바 있다.

## 유래
고대 그리스의 전설적인 영웅 아킬레우스는 어머니인 바다의 여신 테티스가 저승의 스틱스 강에 담가 상처를 입지 않는 무적의 몸으로 만들었다. 그러나 그녀가 잡고 있었던 발목 부분은 강물에 닿지 않았기 때문에, 발목 뒤 힘줄은 아킬레우스가 상처를 입을 수 있는 유일한 부분으로 남았다. 이후 트로이 전쟁에서 적장이 쏜 화살을 뒤꿈치에 맞고 죽었다는 고사에서 유래했다. 치명적인 약점을 말할 때에도 "아킬레스건"이라는 표현을 쓴다.